# Condado de Saint Charles
El condado de Saint Charles (en inglés: Saint Charles County), fundado en 1812, es uno de 114 condados del estado estadounidense de Misuri. En el año 2008, el condado tenía una población de 349,407 habitantes y una densidad poblacional de 240 personas por km². La sede del condado es Saint Charles. El condado recibe su nombre en honor al cardenal Carlos Borromeo (del inglés Charles Borromeo). El condado de Saint Charles forma parte del área metropolitana de San Luis. En el condado se encuentra Augusta Ava, designada en 1980 como la primera Área Vitivinícola Americana por el Gobierno Federal.

## Geografía
Según la Oficina del Censo, el condado tiene un área total de 1533 km² (591,9 mi²), de la cual 1450 km² (559,8 mi²) es tierra y 83 km² (32,0 mi²) (5.39%) es agua.

### Condados adyacentes
- Condado de Lincoln (noroeste)
- Condado de Calhoun (Illinois) (norte)
- Condado de Jersey (Illinois) (noreste)
- Condado de Madison (Illinois) (este)
- Condado de San Luis (sureste)
- Condado de Franklin (sur)
- Condado de Warren (oeste)

## Demografía
Según la Oficina del Censo en 2000, los ingresos medios por hogar en el condado eran de $57,258, y los ingresos medios por familia eran $64,415. Los hombres tenían unos ingresos medios de $44,528 frente a los $29,405 para las mujeres. La renta per cápita para el condado era de $23,592. Alrededor del 2.80% de la población estaban por debajo del umbral de pobreza.

## Transporte

### Carreteras principales
- I-64
- I-70
- US-40
- US-61
- US-67
- Ruta 79
- Ruta 94
- Ruta 364
- Ruta 370

## Localidades
| - Augusta - Cottleville - Dardenne Prairie - Defiance - Flint Hill | - Foristell - Harvester - Josephville - Lake St. Louis - Matson | - New Melle - O'Fallon - Orchard Farm - Portage Des Sioux - St. Charles | - St. Paul - St. Peters - Weldon Spring - Weldon Spring Heights - Wentzville | - West Alton |

### Municipios
- Municipio de Boone
- Municipio de Cottleville
- Municipio de Dardenne
- Municipio de Frontier
- Municipio de Harvester
- Municipio de Lake St. Louis
- Municipio de Lindenwood
- Municipio de O'Fallon
- Municipio de Rivers
- Municipio de Spencer Creek
- Municipio de St. Peters
- Municipio de Weldon Spring
- Municipio de Wentzville
- Municipio de Zumbehl